# La Fille des boucaniers
Pour plus de détails, voir Fiche technique et Distribution.
La Fille des boucaniers (Buccaneer's Girl) est un film américain réalisé par Frederick de Cordova et sorti en 1950.

## Synopsis
Une jeune femme est capturée par un pirate en rejoignant La Nouvelle-Orléans. S'étant échappée, elle retrouve son ravisseur lors d'une réception.

## Fiche technique
- Titre : La Fille des boucaniers
- Titre original : Buccaneer's Girl
- Réalisation : Frederick de Cordova
- Scénario : Joseph Hoffman (en) et Harold Shumate, d'après une histoire de Samuel R. Golding et Joe May
- Production : Robert Arthur et John W. Rogers (producteur associé)
- Société de production : Universal Pictures
- Musique : Walter Scharf
- Photographie : Russell Metty
- Montage : Otto Ludwig
- Direction artistique : Robert F. Boyle et Bernard Herzbrun
- Décorateur de plateau : John P. Austin et Russell A. Gausman
- Costumes : Yvonne Wood
- Chorégraphe : Harold Belfer
- Pays de production :  États-Unis
- Langue : anglais
- Format : Technicolor - Son : Mono (Western Electric Recording)
- Genre : Aventure maritime
- Durée : 77 minutes
- Dates de sortie : 
  - États-Unis : 1er mars 1950 (sortie nationale)
  - France : 9 novembre 1950
- Affiches : Constantin Belinsky, Pierre Levé (France)

## Distribution
- Yvonne De Carlo : Deborah 'Debbie' McCoy
- Philip Friend : Frédéric Baptiste/Capitaine Robert Kingston
- Robert Douglas : Alexander Narbonne
- Elsa Lanchester : Mme Brizar
- Andrea King : Arlène Villon
- Norman Lloyd : Patout
- Jay C. Flippen : Jared Hawkins
- Henry Daniell : Capitaine Duval
- Douglass Dumbrille : Capitaine Martos
- Verna Felton : Douairière
- John Qualen : Vendeur de légumes
- Connie Gilchrist : Mama
- Peggie Castle : Cléo
- Joel Fluellen : Homme sur la place du marché

## Galerie

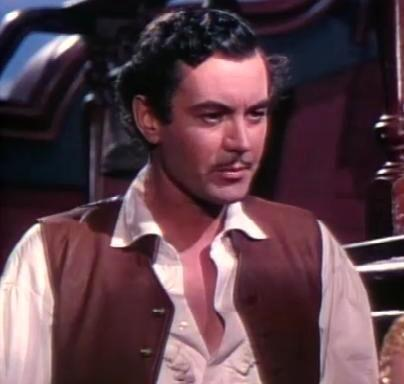
Philip Friend
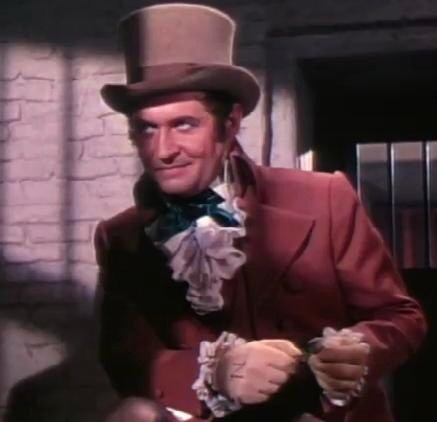
Robert Douglas
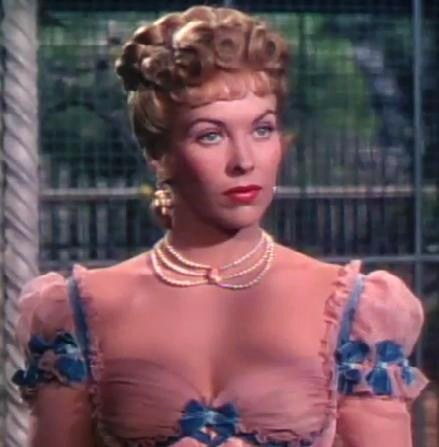
Andrea King
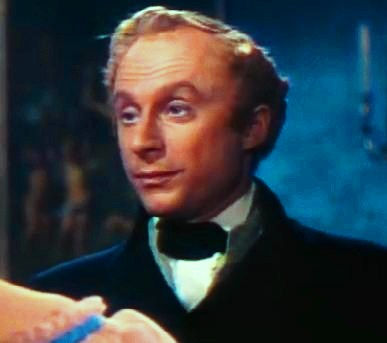
Norman Lloyd
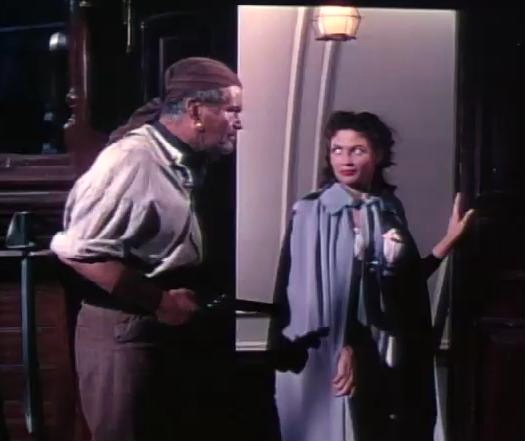
Jay C. Flippen et Yvonne De Carlo